# Mars 1745
Cette page présente les faits marquants du mois de mars 1745.

## Naissances
- 4 mars : Kazimierz Pułaski, officier et homme politique d'origine polonaise souvent qualifié de « père de la cavalerie américaine » († 11 octobre 1779).
- 11 mars : Bodawpaya, ou encore "Bodawphaya", roi d'Ava de 1782 à 1819. († 5 juin 1819).
- 12 mars : Egbert van Drielst, peintre néerlandais († 4 juin 1818).
- 24 mars : Gabriel-Narcisse Rupalley, peintre français († 7 mars 1798).
- 27 mars : Gabriel-Elzéar Taschereau, homme politique canadien († 18 septembre 1809).
- ? mars : Giovanni Bellati, peintre italien († 12 juin 1808).